# 常総ふれあい道路

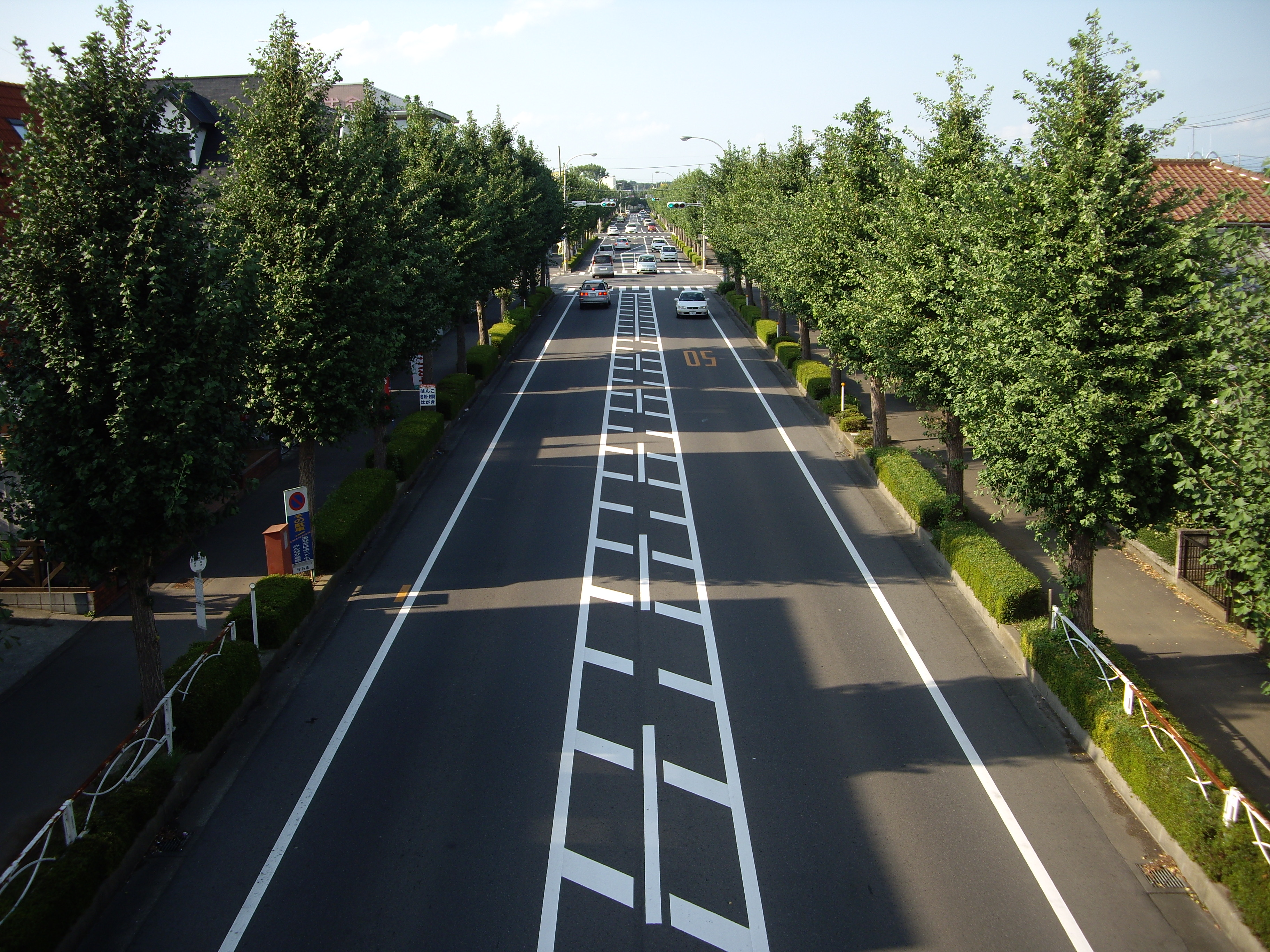
守谷市久保ケ丘三丁目・松前台二丁目

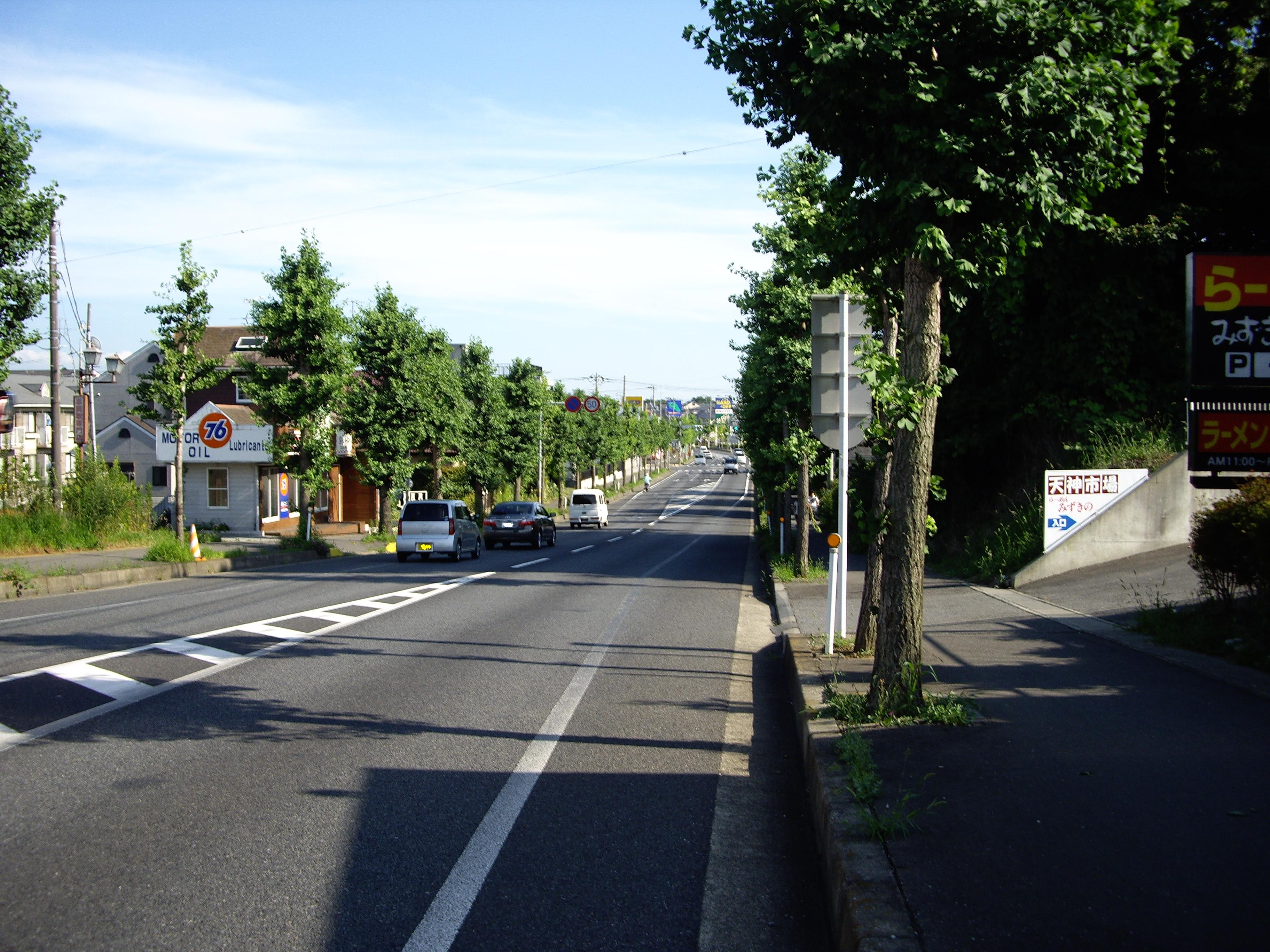
守谷市大柏

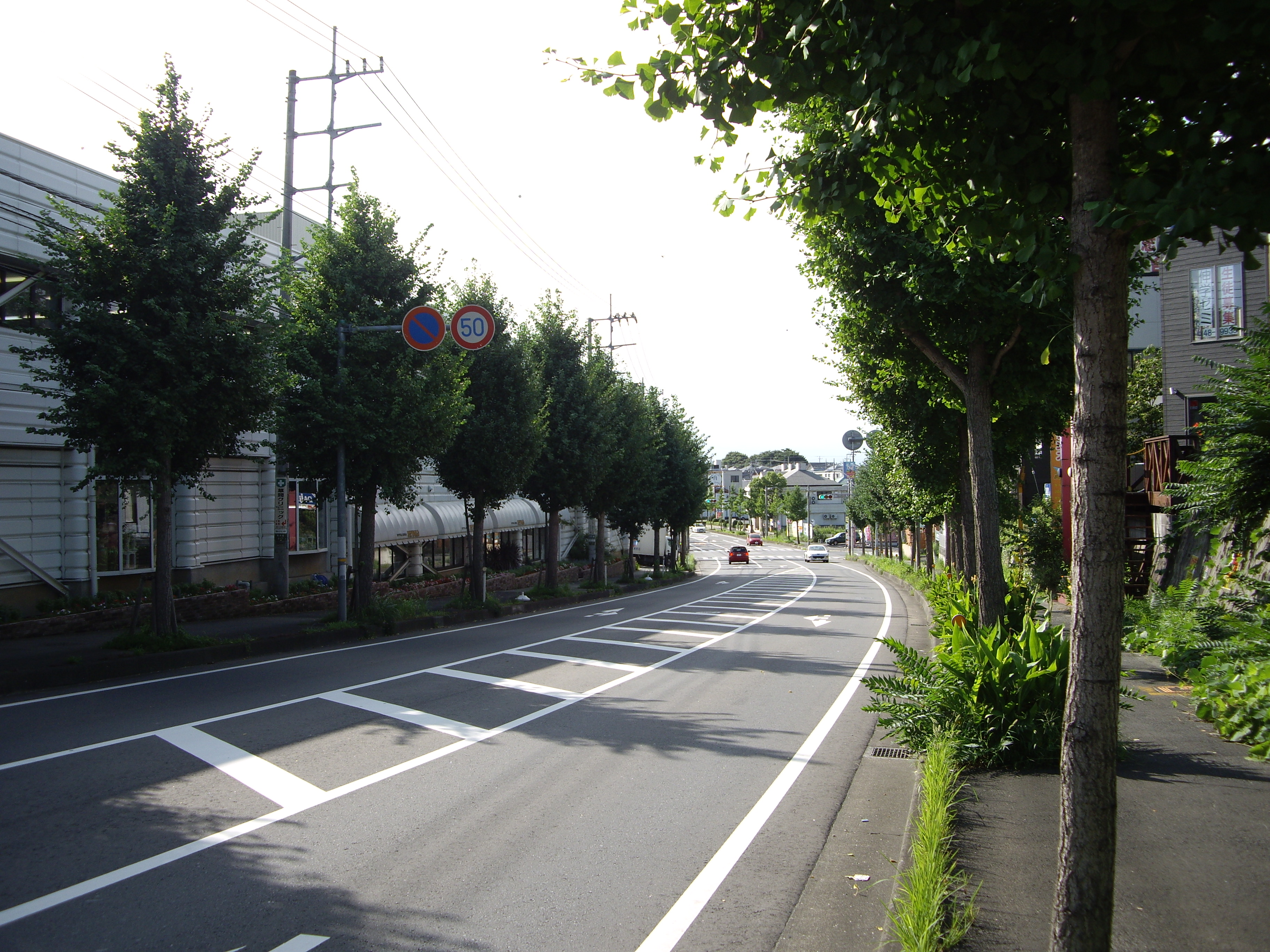
守谷市けやき台六丁目・松ケ丘三丁目

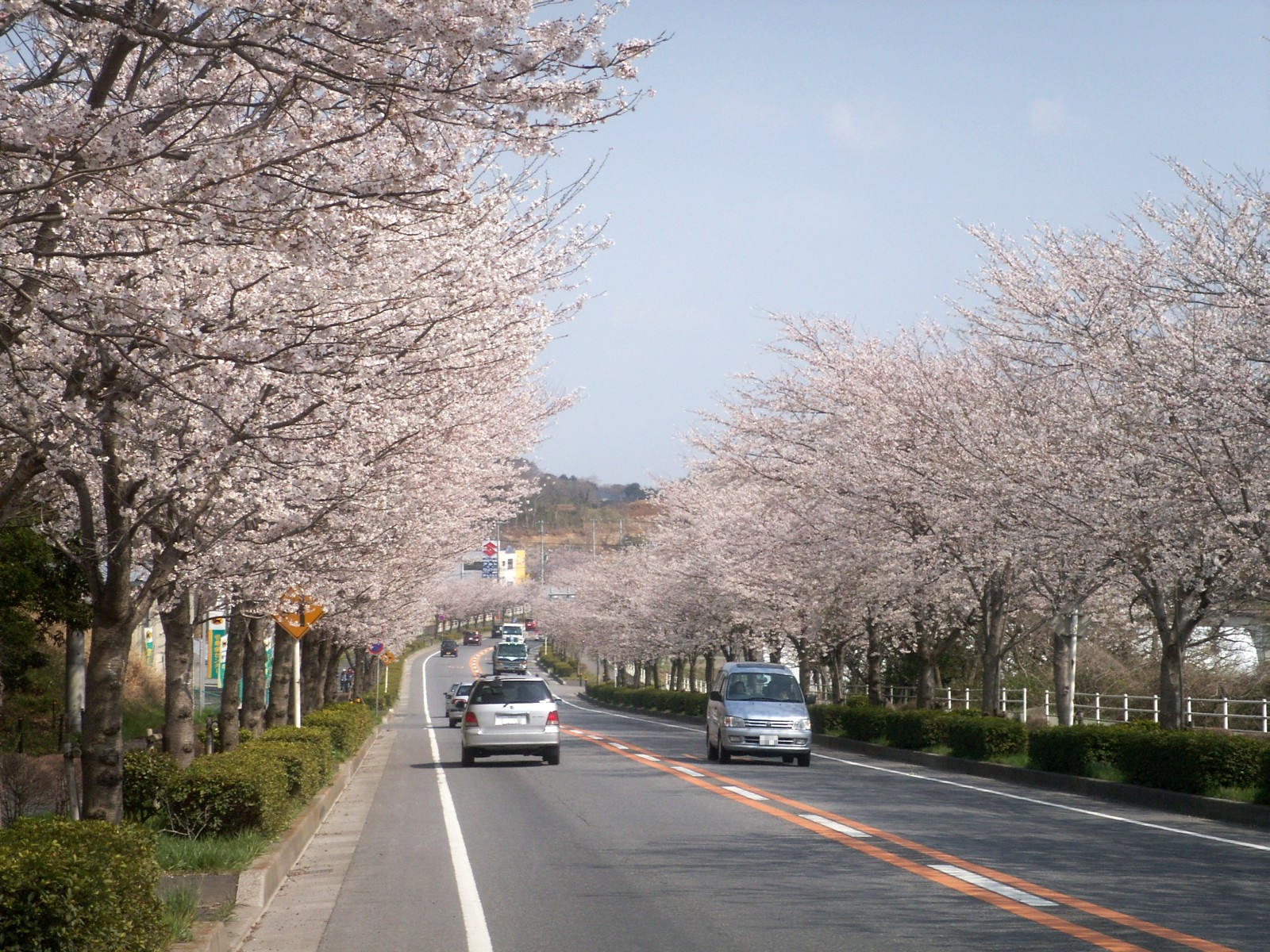
取手市戸頭

常総ふれあい道路（じょうそうふれあいどうろ/Jōsō fureai dōro Ave）は茨城県取手市新町二丁目の取手駅西口交差点から、守谷市内を経てつくばみらい市小絹の国道294号結節点へと至る道路の通称。略称のふれあい道路と呼ばれることが多い。
1988年（昭和63年）4月10日開通。 常総ニュータウン戸頭・南守谷・北守谷・絹の台の各地区やヒルズ美園を通過する、地域の主要道路となっている。

## 概要
全線にわたって並木道が形成されており、ニュータウンや利根川沿いの自然溢れる街並と調和した通りとなっている。取手市内は住宅街、団地と利根川に近接した田園地帯、守谷・つくばみらい市内は住宅街と商業地が主となっている。特に守谷市内は、常総ふれあい道路や近接した場所に大小問わず様々な商業施設があり、新大利根橋との接続道路でもある為、土日は慢性的に渋滞が発生している。

## 接続する交差点
| 交差する道路                | 交差する道路                | 交差点名         | 所在地          | 所在地         |
| --------------------------- | --------------------------- | ---------------- | --------------- | -------------- |
| 国道6号（水戸街道）         | 国道6号（水戸街道）         | 取手駅西口       | 取 手 市        | 新町二丁目     |
|                             |                             |                  | 取 手 市        | 新町三丁目     |
|                             |                             |                  | 取 手 市        | 新町六丁目     |
|                             |                             |                  | 取 手 市        | 新町五丁目     |
|                             |                             |                  | 取 手 市        | 西二丁目       |
|                             |                             |                  | 取 手 市        |                |
|                             |                             |                  | 取 手 市        | 稲             |
|                             |                             |                  | 取 手 市        | 野々井         |
|                             |                             |                  | 取 手 市        | 戸頭二丁目     |
|                             |                             |                  | 取 手 市        |                |
|                             |                             |                  | 取 手 市        | 戸頭三丁目     |
|                             |                             |                  | 取 手 市        | 戸頭七丁目     |
|                             |                             |                  | 取 手 市        | 戸頭           |
| 茨城県道47号守谷流山線      |                             |                  | 取 手 市        |                |
|                             |                             | 美園東           | 守 谷 市        | 美園四丁目     |
|                             |                             | 美園             | 守 谷 市        | 美園四丁目     |
| 茨城県道58号取手豊岡線      | 茨城県道58号取手豊岡線      | 石神神社西       | 守 谷 市        | 高野           |
|                             |                             | けやき台公園入口 | 守 谷 市        | けやき台六丁目 |
|                             |                             |                  | 守 谷 市        | 松ケ丘三丁目   |
|                             |                             | 鈴塚             | 守 谷 市        | 鈴塚           |
|                             |                             | 松ケ丘七丁目     | 守 谷 市        | 松ケ丘四丁目   |
|                             |                             | 松ケ丘小学校入口 | 守 谷 市        | 松ケ丘四丁目   |
| 茨城県道46号野田牛久線      | 茨城県道46号野田牛久線      | 天神             | 守 谷 市        | 大柏           |
| 都市軸道路                  | 都市軸道路                  | 天神北           | 守 谷 市        | 大柏           |
|                             |                             | 水道事務所       | 守 谷 市        | 百合ケ丘二丁目 |
| 茨城県道46号野田牛久線      |                             |                  | 守 谷 市        | 立沢           |
|                             |                             | 立沢入口         | 守 谷 市        | 立沢           |
|                             |                             | 守谷市役所       | 守 谷 市        | 立沢           |
|                             |                             | 御所ケ丘小前     | 守 谷 市        | 御所ケ丘五丁目 |
| 都市計画道路 北守谷板戸井線 | 都市計画道路 北守谷板戸井線 | 市民交流プラザ前 | 守 谷 市        | 久保ケ丘二丁目 |
|                             |                             | 松前台一丁目     | 守 谷 市        | 久保ケ丘二丁目 |
|                             |                             | 松前台一丁目     | 守 谷 市        | 久保ケ丘二丁目 |
|                             |                             | 松前台小学校入口 | 守 谷 市        | 久保ケ丘四丁目 |
|                             |                             |                  | 守 谷 市        | 久保ケ丘四丁目 |
|                             |                             | 絹の台西         | つくば みらい市 | 絹の台三丁目   |
| 茨城県道3号つくば野田線     | 茨城県道3号つくば野田線     | 玉台橋東         | つくば みらい市 | 小絹           |
|                             |                             |                  | つくば みらい市 | 小絹           |
|                             |                             |                  | つくば みらい市 | 小絹           |
| 国道294号                   |                             |                  | つくば みらい市 | 小絹           |

## 道路周辺の主な施設
- 取手競輪場
- 江戸川学園取手中学校・高等学校
- アジア取手カントリークラブ
- 取手北相馬保健医療センター医師会病院
- 守谷市役所
- 守谷中央図書館
- 守谷慶友病院
- 総合守谷第一病院

## 参考資料
- 常総ニュータウン北守谷
- シティネット守谷特集